# Catacantha latifasciata
Catacantha latifasciata är en fjärilsart som beskrevs av Eugène Louis Bouvier 1930. Catacantha latifasciata ingår i släktet Catacantha och familjen påfågelsspinnare. Inga underarter finns listade i Catalogue of Life.